# اوه تو
اوه تو (به هندی: O Teri) و (به انگلیسی: Oh your) فیلمی هندی محصول سال ۲۰۱۴ و به کارگردانی اومش بیشت است. در این فیلم بازیگرانی همچون پولکیت سامرات، بیلال آمروهی، سارا جین دیاز، ماندیرا بدی، ویجای راز، انوپم کهیر، هیمانی شیوپوری، سارا لورن و سلمان خان ایفای نقش کرده‌اند.